# Mikhaïl Kobalia
Mikhaïl Kobalia est un joueur d'échecs russe né le 3 mai 1978, grand maître international depuis 1996.
Au 1er janvier 2015, Kobalia est le 111e joueur mondial, le 32e joueur russe avec un classement Elo de 2 632.

## Compétitions par équipe
Kobalia a représenté la Russie lors de l'olympiade d'échecs de 1998 (dans l'équipe de Russie B) et du championnat d'Europe d'échecs des nations en 1999 (au troisième échiquier).

## Championnats du monde et coupes du monde
Kobalia a participé :
- au championnat du monde de la Fédération internationale des échecs 1999 à Las Vegas (vainqueur de Nick de Firmian au 1er tour et battu par Adams au 2e tour),
- au  championnat du monde de la Fédération internationale des échecs 2001-2002 à Moscou (vainqueur de Konstantin Asseïev au 1er tour et battu par Adams au 2e tour),
- au championnat du monde de la Fédération internationale des échecs 2004 à Tripoli (vainqueur de Kariakine au 1er tour et battu par Beliavski au 2e tour),
- aux coupes du monde de 2005, 2009, 2011 et 2013 (éliminé à chaque fois au 1er tour).

## Palmarès
Kobalia a remporté la médaille d'argent au championnat d'Europe d'échecs de la jeunesse en 1994 (moins de 16 ans) et en 1996 (moins de 18 ans) ainsi que deux médailles au championnat du monde d'échecs de la jeunesse (moins de 18 ans) en 1995 (bronze) et 1996 (argent). Il a gagné
- l'open international de Saint-Pétersbourg (mémorial Tchigorine) en 2005,
- l'open du Festival d'échecs de Bienne en 2005 (1er-6e),
- l'open de l'Île de Man en 2005 et
- l'Arctic Chess Challenge à Tromsø en 2010 (vainqueur au départage devant Manuel León Hoyos[3]).